# Adele Mara
Adele Mara (28 de abril de 1923 – 7 de mayo de 2010) fue una actriz, cantante y bailarina de estadounidense, con una carrera cinematográfica desarrollada en las décadas de 1940 y 1950. Además, en los años cuarenta fue una conocida chica pin-up.

## Biografía
Su verdadero nombre era Adelaida Delgado, y nació en Highland Park (Míchigan), en el seno de una familia de origen español. Sus padres eran oriundos de la localidad almeriense de Lúcar y al comienzo de los años veinte emigraron, junto a otros vecinos de la comarca, a los Estados Unidos. 
Uno de sus primeros papeles en el cine fue el de una recepcionista en el film de Los tres chiflados I Can Hardly Wait. Otras de sus películas fueron The Vampire's Ghost, Wake of the Red Witch, Angel in Exile, Sands of Iwo Jima, California Passage, y la cinta dirigida por Don Siegel Count the Hours.
En el ámbito televisivo, en 1961 Mara actuó en el papel de una enfermera junto a Cesar Romero en el programa The Red Skelton Show en un número titulado "Deadeye and The Alamo."
Mara estuvo casada con el guionista y productor televisivo Roy Huggins, y actuó como bailarina en 1957 en tres episodios de la serie Maverick, producida por él.
Adele Mara falleció de causas naturales el 7 de mayo de 2010 en Pacific Palisades (Los Ángeles), California.